# Canone (diritto tributario)
Il canone, in diritto tributario, è una somma di denaro corrisposta periodicamente allo Stato o ad un altro ente pubblico per l'utilizzo di un bene.
Nell'ordinamento giuridico italiano, si possono annoverare il canone per lo scarico e la depurazione delle acque reflue (artt. 13 e 14 della legge 5 gennaio 1994, n. 36), il canone per l'installazione di mezzi pubblicitari (CIMP, istituito dall'art. 62, d.lgs. n. 446 del 1997 come tributo sostitutivo dell'imposta comunale sulla pubblicità) e i cosiddetti canoni idrici.
Altri canoni sono stati successivamente qualificati come tasse:
- il canone per l'occupazione di spazi ed aree pubbliche, poi tassa per l'occupazione di spazi e aree pubbliche (TOSAP);
- il canone per lo smaltimento dei rifiuti solidi urbani, poi tassa per lo smaltimento dei rifiuti solidi urbani (TARSU).

Impropriamente era indicato con il nome canone anche la prestazione dovuta al proprietario di un qualunque suolo da chi lo coltivava in sua vece: tale prestazione consisteva non solo in una somma di denaro, ma soprattutto in prodotti del suolo dovuta all'autorità che concedeva in uso suolo pubblico per la coltivazione e, in questo caso, la prestazione consisteva normalmente in parte del raccolto. La prestazione in prodotti del suolo avveniva a fine raccolto e anche la prestazione pecuniaria era di solito a fine anno, alla vendita del raccolto.
Da questo uso si può dire siano successivamente sorti vari tipi di contratti, che fanno però parte del diritto, tra i quali sono da ricordare il contratto di enfiteusi e di mezzadria.
Il canone TIM e Fastweb sono esempi relativi a società private.